# ジンバラン
座標: 南緯8度46分10秒 東経115度10分26秒 / 南緯8.76944度 東経115.17389度

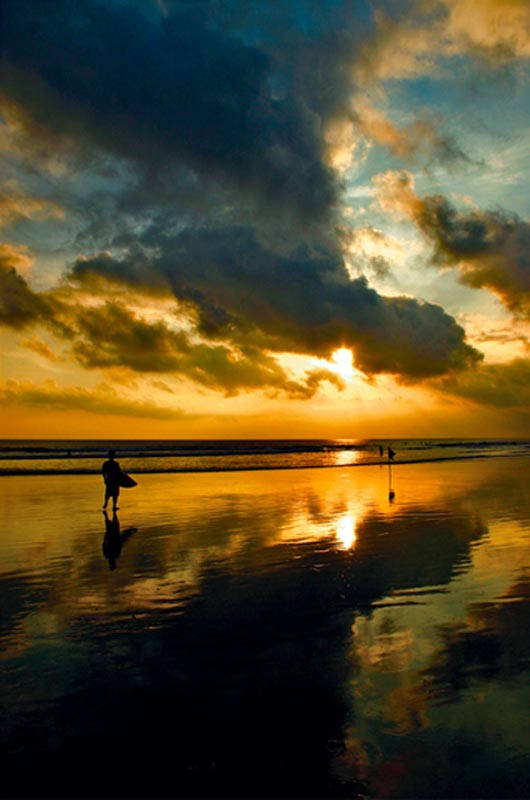
ジンバランの日没

ジンバラン (Jimbaran) は、インドネシア共和国に属するバリ島南部、バドゥン半島のビーチリゾート地のひとつ。クタの南に位置し、浜辺にはシーフードを売る屋台が軒を連ね、日没時には多くの観光客が集まる。

## 地理

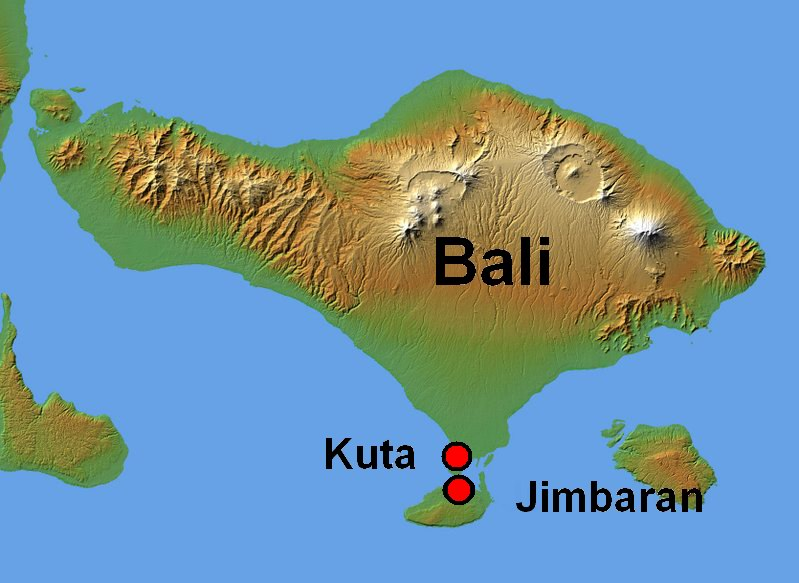
クタとジンバラン

インドネシア共和国バリ州バドゥン県クタ郡のクドンガナン村（北部）、ジンバラン村に属し、デンパサール国際空港からは車で南に15分ほどの場所である。まちの西側はジンバラン湾に接し、ビーチが形成されている。ビーチの北端には、魚市場があり、漁村の風景が残っている。

## 歴史

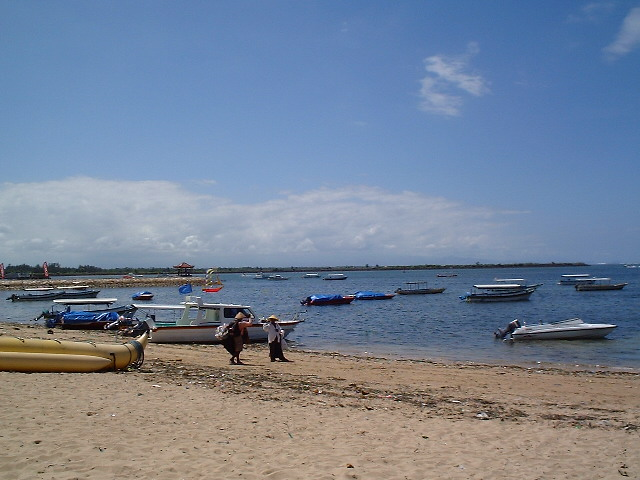
海岸と行き交う行商人

### 1990年代以降の観光開発
ジンバランは、小さな漁村として、のどかな風景の広がる地域であった。スハルト体制下で進められたバリ島観光開発は、サヌールやクタ、ヌサドゥアといった特定のリゾート地区に限られていたが、1990年代以降、開発はクタの南北へと広がりを見せ、ジンバランやブノア半島にまで及ぶことになった。国際資本による土地買収が進み、今日のジンバランは、フォーシーズンズ、リッツカールトン、インターコンチネンタルなど高級リゾートホテルが建ち並んでいるが、中級の宿泊施設も数多く見られる。

### 2005年爆弾テロ事件とその後
2005年には、爆弾テロ事件に遭遇。ビーチの2か所のレストランが標的とされた。2007年にはビーチの再開発が行われ、ビーチ沿いの屋台も再編され、かつての賑わいを取り戻している。

## 観光

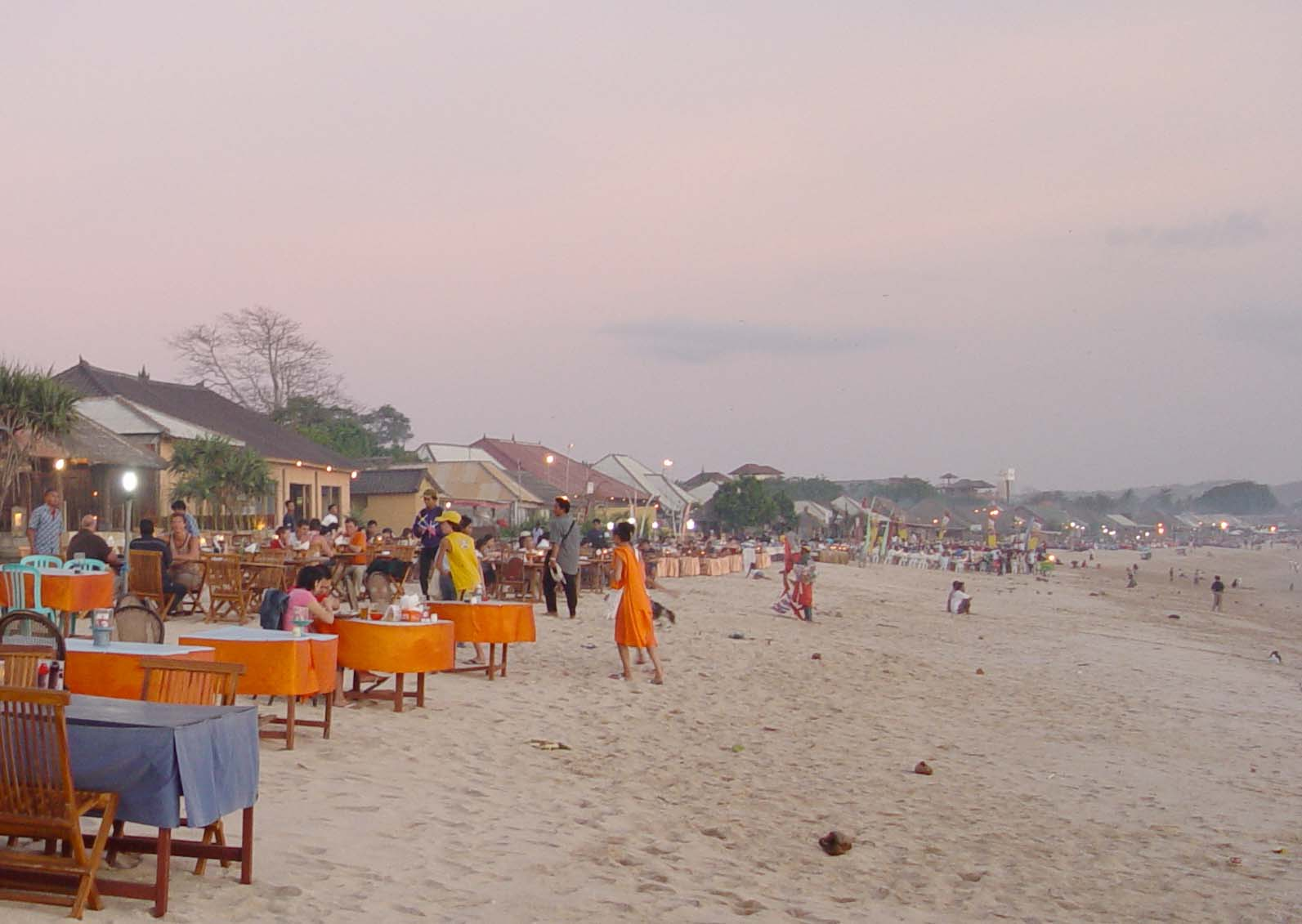
昼下がりのビーチレストラン

### イカン・バカール
ジンバランには、大きく分けて3か所、イカン・バカール（Ikan Bakar）またはジンバラン・カフェと呼ばれる10数件のビーチ・レストラン（屋台）が建ち並ぶエリアがある（ビーチ北部が最も店の数も客の数も多い）。ここでは、バリ海峡に沈む夕陽を見ながら、砂浜の波打ち際に並べられたテーブルで、取れたての海産物のバーベキュー料理などを楽しむことができ、多くの観光客を集めている。